# Беляевка (Гомельская область)
Беляевка (бел. Бяляеўка) — деревня в Чечерском районе Гомельской области Белоруссии. Входит в состав Залесского сельсовета.
На юге, западе и севере граничит с Чечерским биологическим заказником.

## География

### Расположение
В 9 км на северо-восток от Чечерска, 44 км от железнодорожной станции Буда-Кошелёвская (на линии Гомель — Жлобин), 75 км от Гомеля.

### Гидрография
На восточной окраине начинается и через деревню течёт река Беляевка (приток реки Сож).

## Транспортная сеть
Рядом автодорога Полесье — Чечерск. Планировка состоит из 2 разделённых рекой и соединённых мостом частей: северной (изогнутая, почти улица с широтной ориентацией с переулками) и южной (дугообразная, почти параллельная к первой улица, вдоль реки). Застройка двусторонняя, деревянная, усадебного типа.

## История
Обнаруженные археологами курганный могильник (28 насыпей, в 1,5 км на северо-запад от деревни) и стоянка эпохи мезолита (в 3 км на север от деревни) свидетельствуют о заселении этих мест с давних времён. Согласно письменным источникам известна с XVIII века как селение в Речицком повете Минского воеводства Великого княжества Литовского. В 1765 году работала мельница.
После 1-го раздела Речи Посполитой (1772 год) в составе Российской империи. Согласно ревизских материалов 1859 года во владении графа Чернышова-Кругликова. В 1871 году жители захватили 500 десятин помещичьего леса, о чём граф И. И. Чернышов-Кругликов сообщал министру внутренних дел. С 1880 года действовал хлебозапасный магазин. Согласно переписи 1897 года действовали школа грамоты, хлебозапасный магазин, кузница, в Покотской волости Гомельского уезда Могилёвской губернии. В 1909 году 787 десятин земли, школа, мельница.
В 1926 году работало почтовое отделение. С 8 декабря 1926 года до 1987 года центр Беляевского сельсовета Чечерского, с 25 декабря 1962 года Буда-Кошелёвского, с 6 января 1965 года Чечерского районов Гомельского (до 26 июля 1930 года) округа, с 20 февраля 1938 года Гомельской области. В 1930 году организован колхоз «Ленинский путь», работали кузница и сталярная мастерская. Во время Великой Отечественной войны оккупанты в апреле 1943 года убили 18 жителей, а 26-27 ноября 1943 года сожгли 175 дворов и убили 4 жителей. 38 жителей были вывезены в Германию на принудительные работы. 101 житель погиб на фронте. В 1970 году центр совхоза «Беляевский». Расположены 9-летняя школа, Дом культуры, библиотека, фельдшерско-акушерский пункт, отделение связи, магазин.

## Население

### Численность
- 2004 год — 181 хозяйство, 404 жителя.

### Динамика
- 1765 год — 24 хозяйства.
- 1897 год — 87 дворов, 664 жителя (согласно переписи).
- 1909 год — 99 дворов, 756 жителей.
- 1926 год — 172 двора, 951 житель.
- 1940 год — 180 дворов.
- 1959 год — 814 жителей (согласно переписи).
- 1970 год — 205 дворов, 801 житель.
- 2004 год — 181 хозяйство, 404 жителя.